# Johann Stephan Pütter
Johann Stephan Pütter (né le 25 juin 1725 à Iserlohn - décédé le 12 août 1807 à Göttingen) était un professeur, juriste et essayiste allemand.
Johann Stephan Pütter a été professeur de droit à l'université de Göttingen de 1746 à sa mort.

## Œuvres
- Vollständiges Handbuch der deutschen Reichshistorie, Göttingen, 1762, (2. Aufl. 1772).
- Litteratur des teutschen Staatsrechts, Göttingen, 1776-1783, (3 Bde.).
- Historische Entwickelung der heutigen Staatsverfassung des Deutschen Reichs, Göttingen, 1786-87, (3 Bde.), (3. Aufl. 1798).
- Elementa Publici Germanici. Göttingen 1760.
- Der einzige Weg zur wahren Glückseligkeit deren jeder Mensch fähig ist. Göttingen, Dieterich 1775.
- Historische Entwicklung der heutigen Staatsverfassung des teutschen Reichs. 3 Bde. Göttingen, Vandenhoeck 1786 - 1787.